# Rustam Saidov
Rustam Toʻxtasinovich Saidov (ur. 6 lutego 1978 w Duszanbe) – uzbecki bokser, brązowy medalista olimpijski z Sydney. W 1999 roku otrzymał tytuł „Mistrza sportu klasy międzynarodowej”, a w 2001 roku – tytuł „Dumy Uzbekistanu” (Oʻzbekiston iftixori).

## Kariera amatorska
W 2000 roku zdobył brązowy medal na igrzyskach olimpijskich w Sydney. W półfinale pokonał go srebrny medalista tych igrzysk, Muchtarchan Dyldäbekow.
W 2002 roku otrzymał złoty medal igrzysk azjatyckich, tytuł mistrza obronił cztery lata później.
W 2003 roku zdobył brązowy medal podczas mistrzostw świata w Bangkoku. W półfinale pokonał go Aleksander Powietkin.
Startował na igrzyskach olimpijskich w Atenach. W ćwierćfinale pokonał go były rywal z poprzednich igrzysk, Muchtarchan Dildabekow.
W 2005 roku startował na mistrzostwach świata w Mianyang, gdzie odpadł w ćwierćfinale, przegrywając z Romanem Romanczukiem z Rosji.